# Hårbardbreen
De Hårbardbreen is een gletsjer op het eiland Nordaustlandet, dat deel uitmaakt van de Noorse eilandengroep Spitsbergen.
De gletsjer is vernoemd naar grijze baard.

## Geografie
De gletsjer is zuidoost-noordwest georiënteerd. Ze wordt gevoed vanuit Palanderisen en Sørdomen (Austfonna) en mondt in het noorden uit in het Wahlenbergfjorden.
Ten oosten van de gletsjer ligt op ruim twee kilometer de gletsjer Vikingbreen en naar het westen op ruim vier kilometer de gletsjer Ludolf Schjelderupbreen.